# Резольвента (гомологическая алгебра)
Резольве́нта — один из важных инструментов гомологической алгебры, в частности служащий для вычисления функторов Ext и Tor.

## Проективная резольвента
Компле́ксом (X, ε) над R-модулем C называется последовательность
| {\displaystyle \cdots ~X_{n+1}{\stackrel {d_{n+1}}{\longrightarrow }}X_{n}{\stackrel {d_{n}}{\longrightarrow }}~\cdots ~{\stackrel {d_{2}}{\longrightarrow }}X_{1}{\stackrel {d_{1}}{\longrightarrow }}X_{0}{\stackrel {\varepsilon }{\longrightarrow }}C{\longrightarrow }0} (*) |
такая, что произведение двух последовательных гомоморфизмов равно 0. Если все X свободные, комплекс называется свободным, если проективные — проективным. Если последовательность (*) точна, то есть все гомологии  Hn(X) = ker dn/im dn+1 = 0 при n > 0 и H0(X) = ker d0/im d1 = X0/im d1 = X0/ker ε изоморфна C (считая d0 : X0 → 0), то данный комплекс называется резольвентой R. Так как любой модуль C является фактормодулем свободного, то любой модуль C можно включить в некоторую свободную (и, тем более, проективную) резольвенту.
Наименьший индекс k, такой что все Xn при n > k нулевые, называется длиной резольвенты. Проективная размерность модуля — это наименьшая длина его проективной резольвенты. Например, проективный модуль — это в точности модуль проективной размерности 0.
Функторы Extn находятся согласно следующей теореме:
Если C и A — R-модули, а ε : X → C — любая проективная резольвента C, то Extn(C, A) изоморфен группе когомологий Hn(X, A) = Hn(HomR(X, A)).
Функторы Torn находятся согласно следующей теореме:
Если C и A — R-модули, а ε : X →  C — любая проективная резольвента C, то Torn(C, A) изоморфен группе гомологий Hn(X  ⊗R A).

## Инъективная резольвента
Комплексом (Y, ε) под R-модулем A называется последовательность:
| {\displaystyle 0{\longrightarrow }A{\stackrel {\varepsilon }{\longrightarrow }}Y^{0}{\stackrel {\delta ^{1}}{\longrightarrow }}Y^{1}{\stackrel {\delta ^{2}}{\longrightarrow }}~...~{\stackrel {\delta ^{n}}{\longrightarrow }}Y^{n}{\stackrel {\delta ^{n+1}}{\longrightarrow }}Y^{n+1}{\longrightarrow }~\cdots } (**) |
такая, что произведение двух последовательных гомоморфизмов равно 0. Если все Y инъективные, комплекс называется инъективным. Если последовательность (**) точна, то есть все когомологии Hn(Y) = ker δn+1/im δn = 0 при n > 0 и H0(Y) = ker δ1/im δ0 = ker δ1 = im ε изоморфна A (считая δ0 : 0 → Y0), то данный комплекс называется корезольвентой (обычно в этом случае «ко» опускается и говорится об инъективной резольвенте). Так как любой модуль A является подмодулем инъективного и т. д., то любой модуль A можно включить в некоторую инъективную резольвенту.
Функторы Extn находятся согласно следующей теореме:
Если C и A — R-модули, а ε : A → Y — любая инъективная резольвента A, то Extn(C, A) изоморфен группе когомологий Hn(HomR(C, Y)).